# Echte Bienen
Die Echten Bienen (Apidae) sind eine Familie der Bienen (Apiformes) innerhalb der Überfamilie Apoidea aus der Ordnung der Hautflügler (Hymenoptera). Die Familie enthält 6.035 Arten in 172 Gattungen. In älteren naturkundlichen und naturwissenschaftlichen Werken wird die Familie Apidae oft beschränkt auf die Körbchensammler und alle übrigen Gruppen werden als Familie Anthophoridae abgespalten. Wegen des paraphyletischen Status der Anthophoridae gilt diese Sichtweise aber als überholt.
Die Familie der Echten Bienen (Apidae) wird in die drei Unterfamilien  Apinae, Xylocopinae und Nomadinae gegliedert: 
- Die Apinae umfassen die bekannten Bienen mit Pollenkörbchen an den Hinterbeinen („Korbbienen“), das sind Honigbienen, stachellose Bienen, Hummeln und Prachtbienen. Die meisten Arten der Unterfamilie sind solitär (Einzelgänger), außer die sozialen Honigbienen, stachellose Bienen und Hummeln, einige sind kleptoparasitisch.
- Die überwiegende Mehrheit der Xylocopinae-Arten baut Nester in totem Holz, Stämmen oder Mark und sind solitär. Einige Arten leben in Gemeinschaften, sind primitiv sozial oder bilden eusoziale Kolonien.
- Die Nomadinae sind solitäre Brutparasiten (Kuckucksbienen).

## Die Unterfamilien mit ihren Gattungen und Arten (Auswahl)
(Auswahl: vor allem im Hinblick auf Mitteleuropa.)

### Apinae
- Honigbienen (Apis)
- Hummeln (Bombus) einschließlich der Schmarotzerhummeln (Bombus (Psithyrus))
- Trauerbienen (Melecta)
- Fleckenbienen (Thyreus)
- Amegilla
  - Amegilla garrula
- Eucera
  - Eucera cineraria
  - Eucera nigrescens
  - Eucera pollinosa
- Tetralonia
  - Tetralonia macroglossa (= Eucera macroglossa)
- Anthophora
  - Anthophora albigena
  - Anthophora balneorum
  - Anthophora canescens
  - Anthophora furcata
  - Anthophora garrula
  - Anthophora mucida
  - Anthophora pubescens
  - Anthophora quadrifasciata
  - Anthophora salviae
- Schmuckbienen (Epeoloides)
- In der Neotropis z. B. Meliponini (unter anderem mit Melipona und Trigona) und Euglossini (Euglossa, Eulaema, Eufriesea, Exaerete und Aglae).

### Xylocopinae
- Holzbienen (Xylocopa)
  - Xylocopa violacea
- Keulhornbienen (Ceratina)
  - Ceratina chalcites
  - Ceratina dentiventris
  - Ceratina nigrolabiata

### Nomadinae
- Wespenbienen (Nomada)
- Filzbienen (Epeolus)
  - Epeolus alpinus
  - Epeolus productulus
  - Epeolus tristis
- Kraftbienen (Biastes)
- Ammobates
  - Ammobates punctatus
- Kurzhornbienen (Pasites)
  - Pasites maculatus
- Steppenglanzbienen (Ammobatoides)
  - Ammobatoides abdominalis
- Schmuckbienen (Epeoloides)
- Triepeolus